# Ledsund, Åland
Ledsund är ett farvatten söder om Lemland i Ålands skärgård.
Ledsund var den 27 juli 1720 skådeplatsen för en strid mellan en svensk eskader och en rysk galäravdelning. Striden slutade med svenskt nederlag, sedan fyra fregatter gått på grund och äntrats. Befälhavaren viceamiral Carl Georg Siöblad, som angripit den ryska roddflottan på eget bevåg, straffades 1724 med ett halvt års suspension.